# Alexi McCammond
 (avril 2021).
La mise en forme du texte ne suit pas les recommandations de Wikipédia : il faut le « wikifier ».
Les points d'amélioration suivants sont les cas les plus fréquents :
- Les titres sont pré-formatés par le logiciel. Ils ne sont ni en capitales, ni en gras.
- Le texte ne doit pas être écrit en capitales (les noms de famille non plus), ni en gras, ni en italique, ni en « petit »…
- Le gras n'est utilisé que pour surligner le titre de l'article dans l'introduction, une seule fois.
- L'italique est rarement utilisé : mots en langue étrangère, titres d'œuvres, noms de bateaux, etc.
- Les citations ne sont pas en italique mais en corps de texte normal. Elles sont entourées par des guillemets français : « et ».
- Les listes à puces sont à éviter, des paragraphes rédigés étant largement préférés. Les tableaux sont à réserver à la présentation de données structurées (résultats, etc.).
- Les appels de note de bas de page (petits chiffres en exposant, introduits par l'outil «  Source ») sont à placer entre la fin de phrase et le point final[comme ça].
- Les liens internes (vers d'autres articles de Wikipédia) sont à choisir avec parcimonie. Créez des liens vers des articles approfondissant le sujet. Les termes génériques sans rapport avec le sujet sont à éviter, ainsi que les répétitions de liens vers un même terme.
- Les liens externes sont à placer uniquement dans une section « Liens externes », à la fin de l'article. Ces liens sont à choisir avec parcimonie suivant les règles définies. Si un lien sert de source à l'article, son insertion dans le texte est à faire par les notes de bas de page.
- La présentation des références doit suivre les conventions bibliographiques. Il est recommandé d'utiliser les modèles {{Ouvrage}}, {{Chapitre}}, {{Article}}, {{Lien web}} et/ou {{Bibliographie}}. Le mode d'édition visuel peut mettre en forme automatiquement les références.
- Insérer une infobox (cadre d'informations à droite) n'est pas obligatoire pour parachever la mise en page.

Pour une aide détaillée, merci de consulter Aide:Wikification.
Si vous pensez que ces points ont été résolus, vous pouvez retirer ce bandeau et améliorer la mise en forme d'un autre article.
Alexi Jo McCammond (née en 1993) est une journaliste politique américaine. Elle a été contributrice pour NBC et MSNBC[Quand ?], une journaliste pour le site Web politique Axios et contributrice pour le Washington Week de PBS. McCammond est apparue sur la liste 30 Under 30 de Forbes en 2020.

## Formation
McCammond a fréquenté Guilford High School à Rockford (Illinois). À partir de 2011, elle a étudié la sociologie en langue espagnole et la littérature à l'université de Chicago en tant qu'étudiante de première génération dont elle sera diplômée en 2015. Elle a reçu un enseignement supplémentaire de la National Association of Black Journalists. Durant son apprentissage à l'Université de Chicago, McCammond écrit pour le journal politique étudiant The Gate.

## Carrière
McCammond a commencé sa carrière en tant que rédactrice politique indépendante pour le magazine féminin Cosmopolitan et le quitta par la suite pour devenir une rédactrice de nouvelles pour le magazine féminin d'actualité Bustle[réf. nécessaire]. Elle a rejoint le site Axios en 2017. McCammond a écrit sur le retrait de Michael Bloomberg des Primaires présidentielles du Parti démocrate américain de 2020 de mars ainsi que des fuites des programmes présidentiels révélant que 60 % des journées de Donald Trump étaient dédiées à du « temps exécutif » lorsqu'il était président,.
En novembre 2019, l'ancienne star de la NBA et commentateur de la TNT Charles Barkley a été accusé d'avoir menacé McCammond dans un bar d'Atlanta avant le débat des Primaires présidentielles du Parti démocrate américain de 2020 à Atlanta. Après que McCammond commenta qu'une des remarques de Barkley semblait contradictoire, il aurait dit : « Je ne frappe pas les femmes, mais si je le faisais je t'aurais frappé ». Barkley présenta par la suite des excuses publiques.

### Controverses
McCammond attira davantage l'attention des médias sur sa relation avec TJ Ducklo, un membre de la campagne présidentielle de 2020 de Joe Biden, pendant qu'elle couvrait sa campagne. Ducklo, secrétaire de presse adjoint à la Maison-Blanche sous la présidence de Biden, fut renvoyé pour avoir harcelé la reportrice Tara Palmeri de Politico. Ducklo aurait fait « des commentaires désobligeants et misogynes » envers Palmeri durant un appel téléphonique et l'a accusé d'être « jalouse » de sa relation avec McCammond. Le couple a annoncé publiquement leur relation le 8 février 2021. Le 12 février, Ducklo fut suspendu sans être payé et présenta ses excuses. Sous la pression de l'article de Vanity Fair qui reporta ses actes, il démissionna de son poste à la Maison-Blanche le lendemain.
En mars 2021, McCammond a été sélectionné comme rédactrice en chef du Teen Vogue de Condé Nast. À la suite de cette nomination, des tweets racistes, intolérants et homophobes écrit par McCammond lorsqu'elle était étudiante ont refait surface. Elle présenta ses excuses à l'équipe de Teen Vogue. Plusieurs créateurs de médias d'origine asiatique[Qui ?]  ont appelé à la destitution de McCammond, citant le racisme endémique de l'industrie de la mode américaine envers les asiatiques et de la hausse des violences anti-asiatique pendant la pandémie de la COVID-19. L'ancienne éditrice de Teen Vogue Elaine Welteroth a qualifié ses tweets et les sentiments qu'ils donnent de « racistes, odieux et indéfendables ».  Plus de vingt membres de l'équipe ont exprimé leur souci à la presse et de façon interne. En guise de réponse, Ulta Beauty a suspendu un million de dollars de publicité pour la revue en ligne et McCammond démissionna avant de prendre son poste,.

## Prix
McCammond reçoit le 2019 Emerging Journalist Award de la National Association of Black Journalists et a fait partie de la liste Forbes 30 Under 30 de 2020,.